# Kegon
Kegon (華厳) ([kegõɴ] o en algunos dialectos [keŋõɴ]) es el nombre de una filosofía budista introducida a Japón desde China en el siglo VIII. Kegon (que significa "guirnalda de flores"), es una traducción del Sutra Avatamsaka que originalmente fue escrito en sánscrito y el cual trata del Buda Vairocana.
Esta escuela budista fue fundada en China a finales del siglo VI con el nombre de Huayan jing y llegó a Japón cerca del año 740. El Kegon inculca que todas las cosas vivientes son interdependientes y que el universo se creó a sí mismo, siendo Vairocana su centro. Aunque la escuela Kegon ya no es una creencia religiosa en activo que enseñe una doctrina por separado, continúa administrando el famoso templo Tōdai-ji ubicado en Nara.